# Бабб, Лес
Лес Бабб (англ. Les Bubb) — британский актёр, мим, сценарист.

## Биография
Начал свою карьеру в 1982 году в качестве мима. В 1987—2004 года сыграл в шести фильмах и телесериалах, включая «Гарри Поттера и тайную комнату». Также он является сценаристом.
У Леса есть сын — Бен Бабб.

## Фильмография
| Год       |   | Русское название              | Оригинальное название                   | Роль                              |
| --------- | - | ----------------------------- | --------------------------------------- | --------------------------------- |
| 1987      | ф | Богатство есть                | Eat the Rich                            | Уолтер                            |
| 1990—1991 | с | Да здравствует шоу            | Viva el espectáculo                     | играет самого себя                |
| 1997—2003 | с | Хабабб                        | Hububb                                  | Лес/капитан Катанг                |
| 2001      | ф | Непобедимый                   | Invincible                              | Ротшильд                          |
| 2002      | ф | Гарри Поттер и тайная комната | Harry Potter and the Chamber of Secrets | читатель                          |
| 2004      | ф | Батат                         | Yam                                     | ведущий программы о дикой природе |